# Castillo de Gardères y jardines
El castillo de Gardères (en francés: Château de Gardères) es un château francés del siglo XVIII situado en la comuna de Gardères, departamento de Altos Pirineos en la región de Occitania. El castillo fue inscrito al título de los monumentos históricos en 1997.
Los jardines del Castillo de Gardères (en francés: Les jardins du Château de Gardères) sones un arboreto, y jardín botánico de 2 hectáreas de extensión, de propiedad y administración privada. Está abierto al público todo el año previa cita.

## Historia
La historia del castillo de Gardères es sólo parcialmente conocida y todavía se estudian sus orígenes. Se supone  que el castillo fue construido y remodelado en un sitio que antes ocupaba un castillo-fortaleza, como lo sugiere el diseño de los locales y el plan catastral. 
El castillo construido ya desde el siglo XV —el señorío abarcaba las poblaciones de Gardères, Luquet, Seron y Aast—, pertenecía a la casa de Coarraze. Catherine  de Coarraze legó la casa a su hijo Gaston de Foix-Carmaing que lo vendió en 1504 a Bernard II de Coarraze.
El señorío luego pasó por herencia a Castelnau-Laloubêre y fue vendido en 1603 a Antoine d'Incamps, señor de Abère en Vic-Bihl. En 1674, Jérôme de Day, comerciante de lana y tesorero general de las finanzas de la corona de Navarra y consejero del rey, adquirió el castillo de Gardères y su señoría de manos de Louis d'Incamps, marqués de Louvie. 
Por su matrimonio en 1672 con Catherine de Nays, heredera los señoríos de Gomer y Nousty, Jérome de Day los reagrupó. «Compró (...) los señoríos de Aast, Luquet, Gardères, Séron y Soumoulou, lo que dio lugar al largo conflicto que terminó en 1763», según dice Jean Tulat en su Historia de la Región Pontacq (Béarn y Bigorre) desde 1701 hasta 1789.
Una casa señorial de la familia Day hasta la revolución. Desde que se adquiere Gardères en 1672, cuatro generaciones familiares aumentan y embellecen el castillo para darle su aspecto actual y desarrollar los 360 journaux de la propiedad (más de 140 ha).  
Fue reconstruido según planos en el siglo XVIII dándole su aspecto actual. 
Sorprendido por la noche el rey Felipe V de España, pernoctó en él el 29 de mayo de 1706 junto con su séquito.
Nacido en 1760 Pierre Joseph de Day-Gardères con título de barón de Day (1860-1812) será el último señor de los cinco municipios. El barón de Day  emigró durante la revolución a España, fue asesor del Parlamento de Navarra desde 1779. 
Después del interludio de la Revolución, la familia Day regresó a Gardères y el castillo pasó por matrimonio a Cazaubon-Lavedan y Marie d'Olce de La lande de Vic en Bigorre el 10 de febrero de 1846.
Se vendió el castillo a la familia Baqué por la suma de cinco mil cuarenta francos en julio de 1904. La propiedad se convirtió en una granja. El castillo después de la guerra se ha convertido en un establecimiento de bebidas, quincallerías y  alimentos. Marie Bacqué siguió viviendo en el castillo hasta la década de 1990, cuando muy envejecida, se mudó a una casa de retiro. 
Durante diez años, el castillo fue abandonado, olvidado, robado e incluso lleno de escombros, debido a la climatología, como la tormenta de 1999, que le producirá un golpe sin precedentes para el castillo.
Adquirido por David Alexander Liagre, el castillo y sus dependencias adquieren nueva vida poco a poco y la rehabilitación de este edificio es todavía actualmente, después de muchos siglos un proceso largo. Todo se hace para conservar el carácter y el espíritu de esta casa llena de historia. 
En 2004, se creó la asociación «Gardères 1723» para revalorizar el patrimonio de esta zona. A partir de 2008, una colaboración con el «Lycée horticole Adriana de Tarbes» (escuela de horticultura Adriana de Tarbes) se recuperaron los jardines formales en el patio principal.

## Colecciones vegetales
Entre las secciones de sus cuidados jardines:
- Monumentales jardines «à la Française»  jardines formales en el patio de honor con diseños de boj y topiarias.

- Jardín botánico medieval de plantas medicinales, plantas aromáticas, plantas utilizadas en la cocina, y colección de plantas venenosas.

- Huerto conservatorio de variedades de árboles frutales (manzano centenario, albaricoques, melocotón, ciruelas de la herencia) y verduras de la zona.[2]

- Arboreto plantado desde el año 2000, con aceres, castaños, abetos,  cedros, robles, tilos, carpes, hayas, nogales, nisperos, Wollemia nobilis  plantado en 2012. Colección de árboles y arbustos utilizados en los setos tradicionales en la región, además de unlaberinto de thujas.

- Jardín anglo-chino con una colección de rhododendron, azaleas, bulbos de primavera, plantas anuales y orangerie.